# A Troublesome Satchel
A Troublesome Satchel é um filme mudo norte-americano de 1909 em curta-metragem, do gênero drama, dirigido por D. W. Griffith e estrelado por W. Chrystue Miller.